# Hemigymnus
Hemigymnus  es un género de peces de la familia de los Labridae y del orden de los Perciformes.

## Especies
De acuerdo con FishBase:
- Hemigymnus fasciatus (Bloch, 1792)
- Hemigymnus melapterus (Bloch, 1791)